# گسیتسه (استان اشوی‌داشکسیه)
گسیتسه (به لهستانی: Gęsice) یک منطقهٔ مسکونی در لهستان است که در گمینا واگوو (استان اشوی‌داشکسیه) واقع شده‌است. گسیتسه ۲۴۰ نفر جمعیت دارد.